# Chris Kelsey

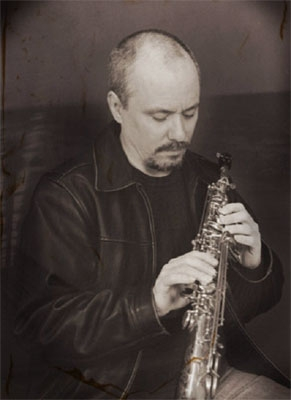
Chris Kelsey 2013

Chris Kelsey (* 5. Juni 1961 in Bangor (Maine)) ist ein US-amerikanischer Sopransaxophonist und Komponist des Modern Creative Jazz und der freien Improvisationsmusik sowie Musikjournalist.

## Leben
Chris Kelseys Vater war Saxophonist und Musiklehrer, seine Mutter Bibliothekarin. Er wuchs in Oklahoma auf und studierte Musikererziehung an der University of Oklahoma und der University of Oklahoma, wo er seine Studien mit dem Bachelor abschloss. In dieser Zeit spielte er in verschiedenen R&B, Rock- und Jazz-Formationen rund um Oklahoma City. Anfang der 1990er Jahre zog er nach New York City und wirkte an einer Reihe von Alben in der stilistischen Spannbreite von Post-Bop bis zu freier Improvisation mit, die insbesondere für die Label CIMP und Knitting Factory entstanden sind; so ist er bei Aufnahmen von Steve Swell (Observations, 1996) oder Lou Grassi zu hören. Seit Anfang der 1990er nahm er auch unter eigenem Namen eine Reihe von Alben für die Avantgarde-Label CIMP und Cadence Jazz Records auf, an denen Musiker wie Joe McPhee, François Grillot, Ken Filiano, Dominic Duval, David Hofstra, Jackson Krell, Jay Rosen, Grassi und Swell mitwirkten. Außerdem begann er neben seiner Musiker-Aktivitäten eine zweite Karriere als Musikjournalist und -Kritiker; er schreibt u. a. für eine Vielzahl von Veröffentlichungen, wie u. a. für die Jazzmagazine Cadence, Jazziz und JazzTimes sowie für den All Music Guide.

## Diskographische Hinweise
- Stomp Own It (CIMP)
- The Ingenious Gentlemen ofLower east Sider (CIMP, 1997) mit Dominic Duval, Edward Ware
- Situational Music (Saxophonis Music, 1998) mit Joe McPhee, Duval, Ware
- In Search of Emmett Hardy (Saxophonis Music, 1999) Joe Fielder, David Hofstra
- The Crookedest Straight LKine, Vol. 1 & 2 (CIMP, 2006) mit Francois Grillot, John Carlson, Jay Rosen
- Chris Kelsey & Dom Minasi: Duets: NYC/Woodstock (2015)
- Chris Kelsey & Lewis Porter: Play Ornette (2018)
- Chris Kelsey 4tet: How to End the World (2023)